# Jüdische Friedhöfe in Vreden
In Vreden gibt es zwei jüdische Friedhöfe, den Alten Friedhof und den Neuen Friedhof. Beide Friedhöfe sind geschützte Kulturdenkmale.

## Alter Friedhof
Auf dem Friedhof an der Oldenkotter Straße, der von 1818 bis 1930 belegt wurde, befinden sich 40 Grabsteine.

## Neuer Friedhof
Auf dem Friedhof nahe der Zwillbrocker Straße, der von 1928 bis 1958 belegt wurde, befinden sich 7 Grabsteine.